# Tomàs Chicharro i Manero
Tomas Chicharro i Manero (Barcelona, 1942) és un treballador del metall i sindicalista català. Fou un destacat líder obrer durant el franquisme.

## Biografia
És fill de Felipe Chicharro i de Carmen Manero. Va entrar als catorze anys a l'escola d'aprenents de La Maquinista Terrestre y Marítima. L'any 1960 havia entrat al grup de la Joventut Obrera Catòlica (JOC), animat pel professor de Moral de l'escola, el capellà Mn. Josep Dalmau i Olivé. Allà coincidirà amb els futurs líders obrers Manuel Murcia i Ros, Daniel Cando Cando, i José Antonio Díaz Valcárcel. Després serà a l'HOAC (Germandat Obrera Acció Catòlica).

## Trajectòria sindical i política
L'any 1961 paral·lelament a l'afiliació a la JOC col·laborarà amb l'Associació Democràtica Popular de Catalunya, precedent del Frente de Liberación Popular (Felipe) que impulsava a Catalunya José Ignacio Urenda i Bariego, i militarà a la cèl·lula del Front Obrer de Catalunya de la fàbrica. El 1962 participar en la creació de la primera Comissió Obrera de la MTM. Serà detingut el maig de 1962 arran de les vagues a la capital catalana, jutjat ingressar a la presó de Carabanchel, i després al penal de Sòria d'on sortir en llibertat el 1963.
Després del servei militar comença a treballar a IBM on el 1965 impulsarà la creació de la Comissió Obrera de l'empresa. I el mateix any entrarà al Partit Socialista Unificat de Catalunya PSUC. Entre el 1966 i 1969 serà membre de la Coordinadora del Metall i de la Coordinadora Local de CCOO de Barcelona i més tard representant d'aquestes a la Comissió Obrera Nacional de Catalunya, a la que havia contribuït a constituí.Mantingué una dura pugna amb els sindicalistes vinculats al FOC atesa la diferent concepció de l'estratègia i la tàctica del moment per tenir l'hegemonia a les Comissions Obreres de Barcelona. A partir de les eleccions sindicals de 1966 defensà l'estratègia de d'estendre les comissions per tot el territori i que pretenia relacionar-se amb els treballadors del màxim nombre d'empreses possible. Conseqüència d'això fou la seva participació en la constitució de la CONC. El maig de 1966 serà detingut a Sabadell
en un intent de reunió a el col·legi dels Salesians de Sabadell amb altres membres de CCOO de Barcelona i de Sabadell. L'any següent seran jutjats pel Tribunal d'Ordre Públic a Madrid. Els advocats defensors foren Agustí de Semir i Josep Solé i Barberà. Fou condemnat a quatre anys, sis mesos i un dia. Serà detingut diverses vegades més. Cal tenir en compte que Tomàs Chicharro apareix en el llistat dels 462 catalans més vigilats per la policia. franquista.
L'any 1969 després de l'estat d'excepció i vistos el nombrosos judicis pendents es veurà obligat a exiliar-se a París. En aquest ciutat a més de continuar vinculat al PSUC, col·laborarà activament amb el Casal Català d'on en serà secretari.
Retornarà Catalunya en arribar la democràcia. Els últims anys estarà vinculat a Iniciativa per Catalunya. A les eleccions al Parlament de Catalunya del 25 de novembre de l'any 2012 signà amb altres sindicalistes històrics de CCOO el manifest "Manifest Mon del Treball" de suport al cap de cartell d'Iniciativa per Catalunya, Joan Herrera:.

## Fons personal
El fons personal de documentació CCOO, de Tomàs Chicharro i Manero es troba dipositat a la Fundació Cipriano Garcia. També l'Arxiu Històric de CCOO disposa d'una grvació en cassete de la seva biografia.